# Castello di Felino
Das Castello di Felino  ist eine mittelalterliche Höhenburg auf einem Hügel in der Gemeinde Felino in der italienischen Region Emilia-Romagna. Sie liegt an der Strada al Castello 1. In dem Gebäude sind ein Restaurant und das Salamimuseum von Felino untergebracht. Es gehört zum Kreis der Associazione dei Castelli del Ducato di Parma, Piacenza e Pontremoli.

## Geschichte
Die ersten verlässlichen Aufzeichnungen über die Existenz eines „Castrum“ in Felino stammen von 1140, aber wir kennen heute weder seinen Aufbau noch seine Größe. Vermutlich gab es auf dem Gebiet des alten „Curtis Felini“ bereits vorher eine Festung, von der sowohl ein Dokument von Ludwig II. von Italien von 870, als auch ein Brief von 948 von Lothar II. von Italien an den Grafen Maginfredo berichtet.
1186, zur Zeit der Schlacht zwischen Friedrich Barbarossa und den italienischen Städten, investierte der Kaiser die Familie Ruggeri in das Lehen und das „Castrum“ von Felino. Lokale Chroniken geben an, diese Familie hätte Teile der Burg bauen lassen. Die Ehe von Agnese, der letzten Nachkommin der Ruggeris, mit Giacomo de’ Rossi, Graf von San Secondo, markierte den Übergang des Lehens und der Burg von Felino an die Familie Rossi. Giacomo de’ Rossi folgte dessen Enkel Bertrando de’ Rossi nach, der seinen Wohnsitz in Felino nahm, während der Vetter Rolando bis zu seinem Tod 1389 in San Secondo verblieb. Nach dem Tod von Bertrando de’ Rossi 1396 fiel das Lehen an dessen Söhne Pier Maria I. de’ Rossi, der vorwiegend in San Secondo residierte, wo er die Rocca dei Rossi errichten ließ, und Giacomo de’ Rossi, Bischof von Verona, der das Castello di Felino bis zu seinem Tod 1418 als seine Residenz wählte.
Die Rossis behielten das Lehen von Felino über 100 Jahre lang und ihnen ist das heutige Aussehen der Burg mit ihrer rechteckigen Form und vier Ecktürmen zu verdanken, von denen einer, der Bergfried, stark verrammt und mit einem Wachtürmchen über der Zugbrücke versehen ist, wo sich der einzige Eingang zur Burg befindet. Die Burg, die als uneinnehmbar galt, diente den Rossis, insbesondere Pier Maria II., als Basis und Verteidigungsbauwerk in den Schlachten um die Herrschaft über Parma gegen die Familien Terzi, Pallavicini, Fieschi und Torelli.
1483 verweigerte der Herzog von Mailand, Ludovico Sforza, der vorher mit den Rossis verbündet war, ihnen die Unterstützung und stellte sich ihnen, indem er sie im Krieg der Rossis besiegte, während dem das Castello di Felino, das von Guido de’ Rossi beherrscht wurde, mehrmals belagert, aber nie erobert, wurde. Am Ende des Krieges ließ Ludovico Sforza die Festung zerstören, um ihr militärisches Potenzial zu reduzieren.
Die Sforzas behielten das Lehen von Felino bis 1499, als es mit dem Einmarsch der Franzosen dem Territorium von Parma zugeschlagen wurde. Der König von Frankreich, Ludwig XII., gab es dem Adligen Pietro II. di Rohan, der es 1502 an die Pallavicini verkaufte. Diese ließen die Burg restaurieren und behielten sie fast 50 Jahre lang. Dank einer Heirat fiel das Lehen an Sforzas von Sante Fiora, die es 1598, zusammen mit dem von Torrechiara an Cosimo Masi, einem florentinischen Adligen in den Diensten des Herzogs von Parma, Alessandro Farnese, überließen.
1612 wurde ein Mitglied der Familie Masi, Gianbattista, angeklagt, an einer Verschwörung gegen Herzog Ranuccio I. Farnese, der sogenannten „Congiura dei Feudatari“ teilgenommen zu haben, woran auch Barbara Sanseverino teilnahm. Ihm wurde der Prozess gemacht und er wurde verurteilt, sodass all seine Besitzungen konfisziert wurden, darunter auch das Castello di Felino. Mit dem Übergang an das Herzogtum Parma verlor die Burg ihre Funktion als Verteidigungsfestung und wurde einfach Residenz des niederen Adels, der sich am herzoglichen Hof tummelte. Das Lehen gehörte von 1612 bis 1645 Girolamo Rho, von 1645 bis 1650 Giacomo Gaufridi, Markgraf von Castelguelfo, und danach wurde es für mehr als ein Jahrhundert von der Familie Lampugnani übernommen.
1762, nach dem Tod von Camillo Lampugnani, fiel das Anwesen an Guillaume du Tillot, der den Titel „Markgraf von Felino“ trug, die Burg bis 1771 als Landresidenz nutzte und sie dann an das Bistum Parma im Tausch gegen das Lehen von Mezzani abgab, das in der Zwischenzeit an die herzogliche Liegenschaftsverwaltung gefallen war. Der Bischof Pettorelli Lalatta (Amtszeit 1775–1788) nutzte sie als bevorzugten Erholungsort, wozu er etliche Räume umbauen ließ, um sie besser bewohnbar zu machen. Dann folgte eine lange Zeit des Verfalls und der Aufgabe der Burg, sodass Bischof Francesco Magani in den ersten Jahren des 20. Jahrhunderts sie als „Trümmerhaufen, Hotel für Fledermäuse, Eulen und Mäuse“ definierte.

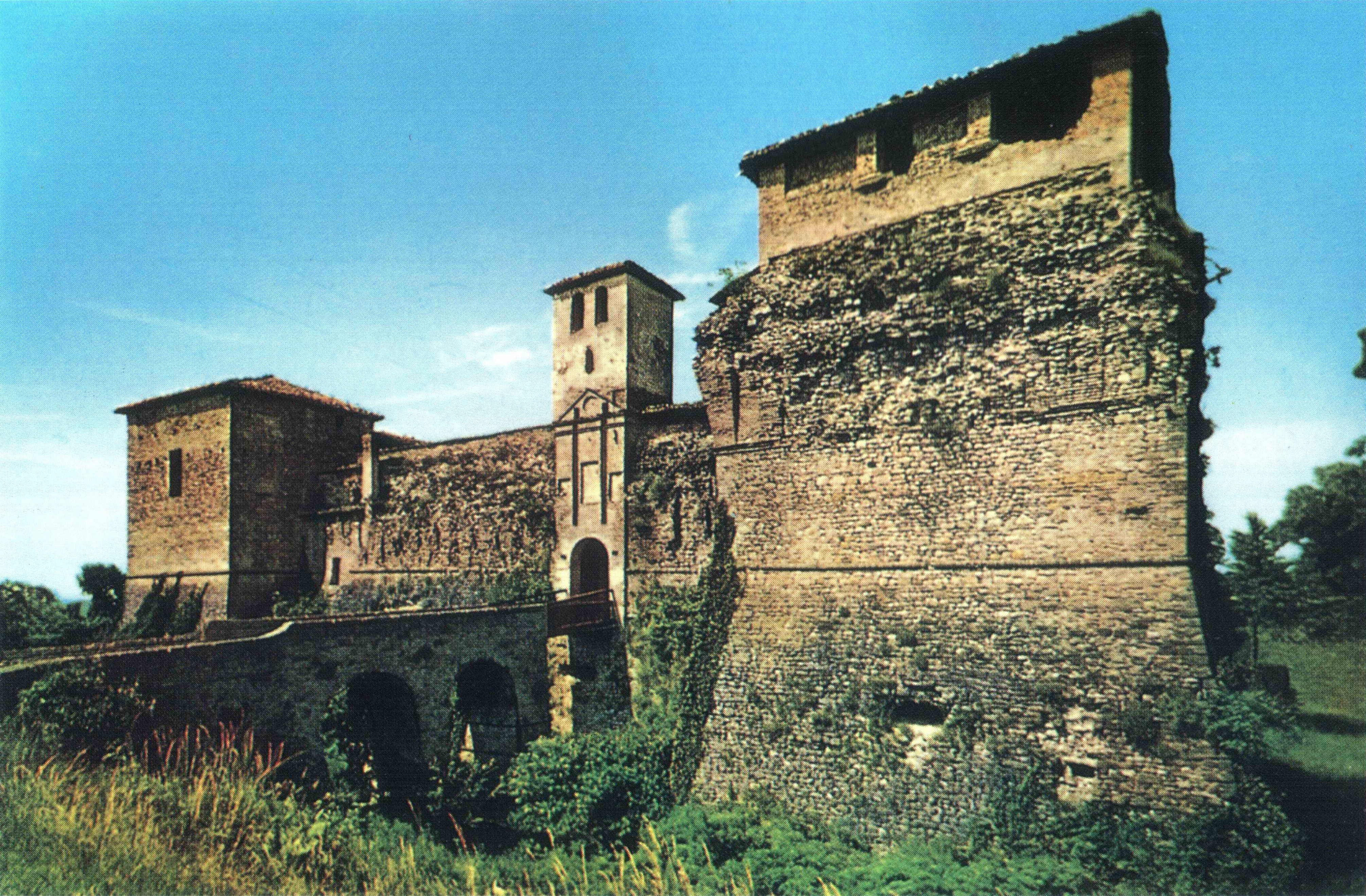
Die Burg auf einer Postkarte aus den 1970er-Jahren

1935 verkaufte die bischöfliche Liegenschaftsverwaltung die Burg an die Familie Brian, der bereits ein Landhaus in der Nähe der Burg gehörte. In den 1970er-Jahren kaufte sie die Familie Pianzola und die Grafen Del Bono, die verschiedene Teile umbauen ließen, um dort ein Restaurant unterzubringen. 1974 kaufte Sergio Alessandrini, der heutige Eigentümer, das Castello di Felino.

## Bildergalerie

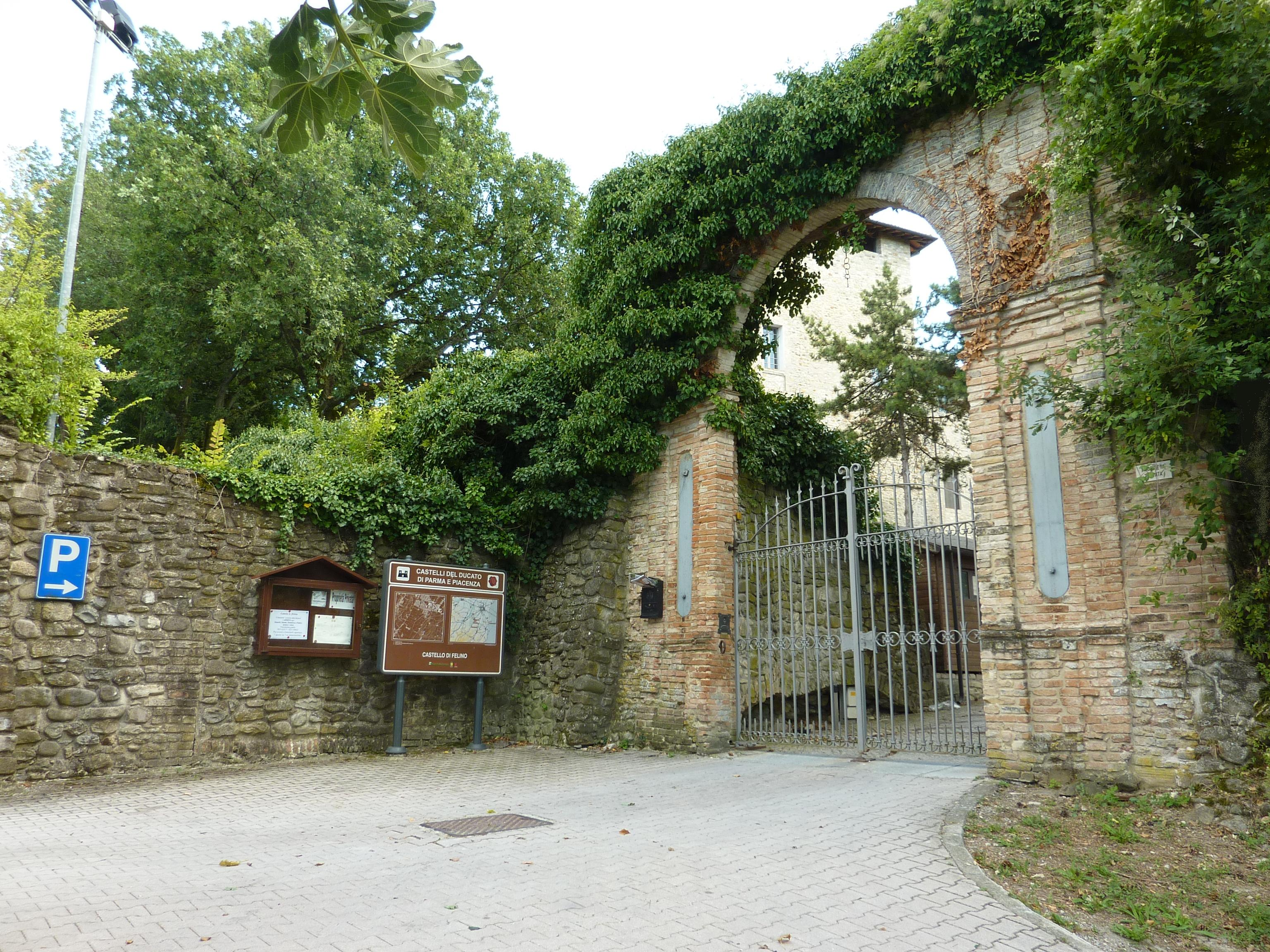
Eingang zur Burg
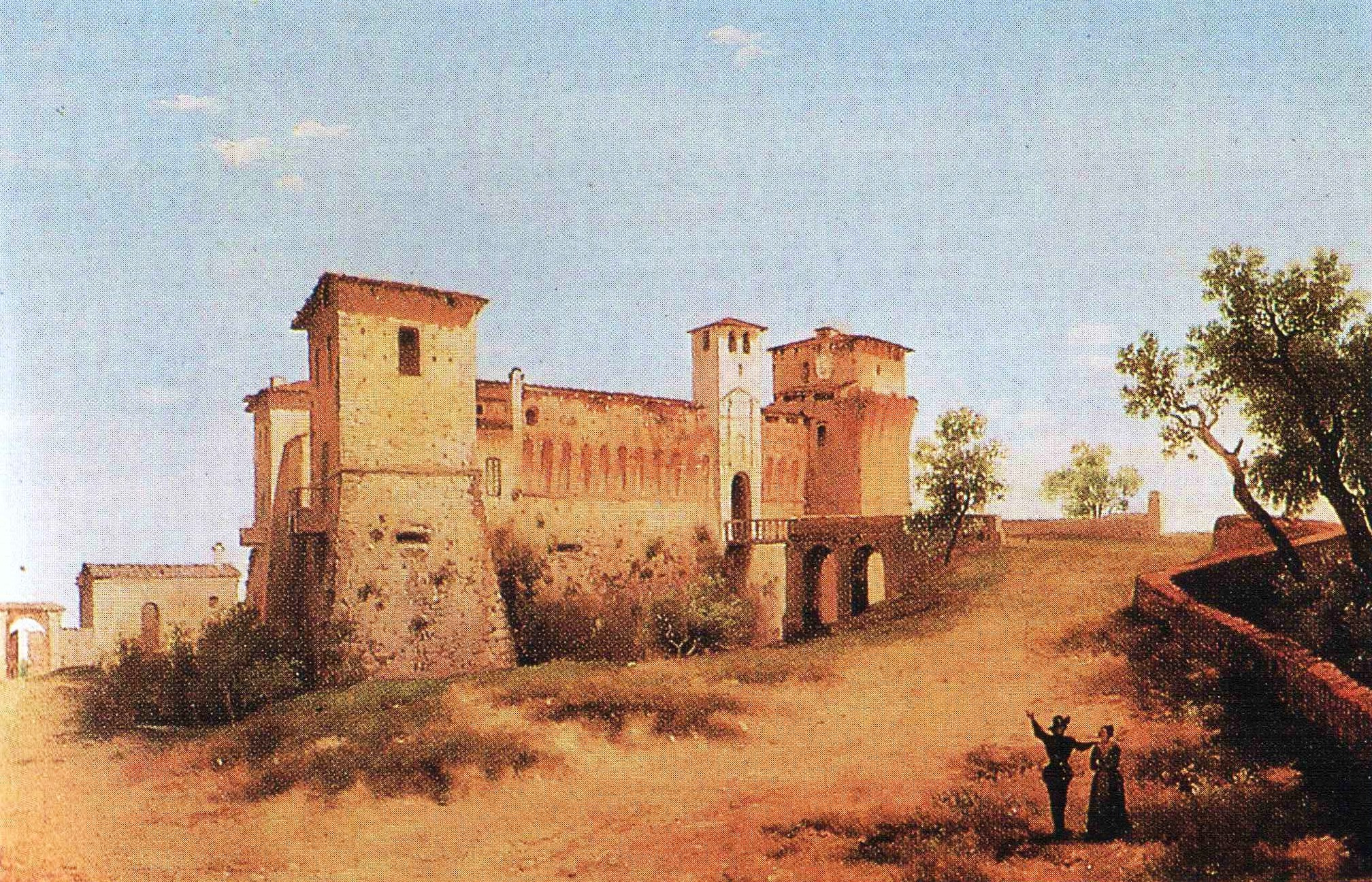
Alberto Pasini: Il castello di Felino (1849)